# Komponenta komplementa 5a
C5a je proteinski fragment koji nastaje iz komponente komplementa C5. Kod ljudi, ovaj polipeptid sadrži 74 aminokiselina. NMR spektroskopijom je potvrđeno da se molekul sastoji od četiri heliksa i petlji koje ih povezuju. Na N-terminusu je takođe prisutan kratki heliks sa 1.5 zavoja. Najduži heliks (IV) formira tri disulfidna mosta sa heliksima II i III. C5a se brzo razlaže u serumu enzimom, karboksipeptidaza B do oblika sa 73 aminokiseline, C5a des-Arg.

## Funkcije
- je anafilatoksin, koji uzrokuju oslobađanje histamina iz mastocita; C5a des-Arg je znatno manje potentan anafilatoksin.
- i  su efektivni leukocitni hemoatraktanti, koji izazivaju acumulaciju belih krvnih zrnaca, posebno neutrofilnih granulocita, na mestima aktivacije komplementa.
- aktivira bela krvna zrnca povećanjem afiniteta za integrine, i stimuliše put lipoksigenaze za metabolizam arahidonske kiseline.
- je snažan inflamatorni medijator, i ključni faktor u razvoju patologije mnogih inflamatornih oboljenja u kojima sistem komplementa uzima udela.
- modulira balans između aktivirajućih i inhibitornih IgG Fc receptora na leukocitima, čime se povećava imunski respons.

## Literatura
1. ↑  Monk PN, Scola AM, Madala P, Fairlie DP (2007). „Function, structure and therapeutic potential of complement C5a receptors”. British Journal of Pharmacology. 152 (4): 429—48. PMC 2050825 . PMID 17603557. doi:10.1038/sj.bjp.0707332.

## Spoljašnje veze
- Complement+C5a на 